# Stratiomys tularensis
Stratiomys tularensis är en tvåvingeart som beskrevs av James 1957. Stratiomys tularensis ingår i släktet Stratiomys och familjen vapenflugor. Inga underarter finns listade i Catalogue of Life.